# Зафар (Йемен)
Зафар (араб. ظفار‎ Ðafār) — древний город (бывшая столица иудейского царства Химьяра), теперь находится в центре Йемена в 130 км к югу от города Сана и в 15 км к югу от города Ярим.
Упоминается в трудах римского историка Плиния Старшего и позднеэллинистического географа Клавдия Птолемея.
На пике своего могущества этот город стал столицей Химьяритского царства (270—525 гг.), имел около 25 000 жителей, окруженная стенами площадь города составляла около 110 га и была в плане прямоугольной.
Раскопки на месте развалин города проводились археологами Гейдельбергского университета в 1998—2010 гг. В 2002 году на месте раскопок был открыт музей, виртуальный музей доступен в сети.